# Pleaux
 Pleaux  es una población y comuna francesa, situada en la región de Auvernia, departamento de Cantal, en el distrito de Mauriac y cantón de Pleaux.
Mucho tiempo se llamó Pléaux, hasta los años 1950, pero cómo no se ponía acentos gráficos sobre las mayúsculas, se tomó el costumbre de decir [plô].
En 1973 el alcalde decidió de restablecer la buena pronunciación "para estar más conformes a la forma original auvernesa Plèus [plèw]" lo que daba la pronunciación [pleô] en francés.
Pero cómo los tableros de entrada en la comuna no cambiaron, unos diez años más tarde vuelvó la pronunciación defecta [plô]

## Historia
Pléaux es ahora una pequeña comuna agrícola pero fue durante tres siglos el lugar de origen de "la Compañía de Chinchón".
Esa compañía comercial nació de gentes de Pléaux que vendían lo que podían cada uno al inicio en España.
Pues se asociaron y nació una sociedad de accionarios que tenía sus depósitos en Chinchón.
Muchos jóvenes empezaron como empleados pues compraron acciones.... y así durante tres siglos Pléaux fue una ciudad de ricos.
Tan rica fue la Compañía de Chinchón que hació prestos con interés a los reyes de España.
La sociedad desapareció con la Revolución francesa y sus guerras contra España.

## Demografía
| 2884 | 2721 | 2531 | 2328 | 2146 | 1823 |
| Para los censos de 1962 a 1999 la población legal corresponde a la población sin duplicidades (Fuente: INSEE [Consultar]) |      |      |      |      |      |